# Round Top (Texas)
Round Top est une ville située  au nord-est du comté de Fayette, au Texas, aux États-Unis,.

## Démographie
Lors du recensement de 2010, la ville comptait une population de 90 habitants. Elle est estimée, en 2016, à 93 habitants.